# Akram Roumani
Akram Roumani (ur. 1 kwietnia 1978 w Fezie) – marokański piłkarz grający na pozycji obrońcy.

## Kariera klubowa
Karierę piłkarską Roumani rozpoczął w rodzinnym Fezie, w tamtejszym klubie Maghreb Fez. W 1996 roku jako 18-latek zadebiutował w jego barwach w drugiej lidze marokańskiej. W 1997 roku awansował z Maghrebem do pierwszej ligi. W klubie tym grał do końca sezonu 1999/2000.
Latem 2000 roku Roumani przeszedł z Maghrebu do belgijskiego KRC Genk. W pierwszej lidze belgijskiej zadebiutował 12 sierpnia 2000 w zremisowanym 0:0 wyjazdowym spotkaniu z KV Mechelen. W 2002 roku wywalczył wraz Genkiem mistrzostwo Belgii, drugie w historii klubu. W sezonie 2005/2006 Marokańczyk był wypożyczony do holenderskiego RBC Roosendaal, w którym swój debiut zaliczył 20 sierpnia 2005 w meczu z Ajaksem Amsterdam (0:2).
W 2006 roku Roumani wrócił do Maroka i przez 2 sezony występował w FUS Rabat. W 2008 zakończył karierę.
| Sezon   | Klub           | Kraj     | Rozgrywki     | Mecze | Bramki |
| ------- | -------------- | -------- | ------------- | ----- | ------ |
| 1996/97 | Maghreb Fez    | Maroko   | GNF 2         | ?     | ?      |
| 1997/98 | Maghreb Fez    | Maroko   | GNF 1         | ?     | ?      |
| 1998/99 | Maghreb Fez    | Maroko   | GNF 1         | ?     | ?      |
| 1999/00 | Maghreb Fez    | Maroko   | GNF 1         | ?     | ?      |
| 2000/01 | KRC Genk       | Belgia   | Eerste klasse | 29    | 0      |
| 2001/02 | KRC Genk       | Belgia   | Eerste klasse | 29    | 0      |
| 2002/03 | KRC Genk       | Belgia   | Eerste klasse | 28    | 1      |
| 2003/04 | KRC Genk       | Belgia   | Eerste klasse | 18    | 0      |
| 2004/05 | KRC Genk       | Belgia   | Eerste klasse | 0     | 0      |
| 2005/06 | RBC Roosendaal | Holandia | Eredivisie    | 30    | 0      |
| 2006/07 | FUS Rabat      | Maroko   | GNF 1         | ?     | ?      |
| 2007/08 | FUS Rabat      | Maroko   | GNF 1         | ?     | ?      |

## Kariera reprezentacyjna
W reprezentacji Maroka Roumani zadebiutował w 2000 roku. W tym samym roku wraz z kadrą olimpijską wystąpił na Igrzyskach Olimpijskich w Sydney. W 2002 roku w Pucharze Narodów Afryki 2002 był podstawowym zawodnikiem swojej reprezentacji i rozegrał 3 spotkania: z Ghaną (0:0), z Burkina Faso (2:1) i z Republiką Południowej Afryki (1:3). W 2004 roku był powołany do kadry na Puchar Narodów Afryki 2004. Tam wywalczył wicemistrzostwo kontynentu i wystąpił we 2 meczach: półfinale z Mali (4:0) i finale z Tunezją (1:2). W latach 2000–2004 rozegrał w kadrze narodowej 13 spotkań.